# Ибрахим Кутлај
Ибрахим Кутлај (Јалова, 7. децембар 1973) је бивши турски кошаркаш. Играо је на позицији бека шутера.
Био је познат као сјајан поентер и освојио је титулу најбољег стрелца Евролиге 1999. године док је наступао за Фенербахче. Опробао се и у НБА лиги са Сијетл Суперсониксима за које је одиграо само 5 мечева.
Био је дугодишњи члан репрезентације Турске и са њима је освојио сребрну медаљу на Европском првенству 2001.